# Бор (Нижегородска област)
Вижте пояснителната страница за други значения на Бор.
Бор (на руски: Бор) е град в Русия.
Разположен е на левия бряг на река Волга в градски окръг Бор, Нижегородска област. Населението на града към 1 януари 2018 година е 78 063 души.